# Federico Fashion Style
Federico Fashion Style, nome d’arte di Federico Lauri (Anzio, 5 dicembre 1989), è un parrucchiere e personaggio televisivo italiano.

## Biografia
Ha iniziato la professione di parrucchiere all'età di tredici anni, avendo abbandonato gli studi per lavorare nel salone di un amico del padre, Paolo Biddeci; compiuti i 18 anni si è messo in proprio aprendo i primi negozi ad Anzio, Milano e successivamente in Sardegna.
Dal 2019 conduce su Real Time il programma Il salone delle meraviglie mentre nel 2021 partecipa a Ballando con le stelle, in coppia con Anastasija Kuz'mina. Sempre nel 2021 conduce Beauty Bus in onda su Discovery+. Nel 2022 è stato opinionista del programma La pupa e il secchione show condotto da Barbara D'Urso.

## Programmi televisivi
- Il salone delle meraviglie (Real Time, dal 2019) conduttore
- Ballando con le stelle (Rai 1, 2021) concorrente
- Beauty Bus (Discovery+, 2021) conduttore
- La pupa e il secchione show (Italia 1, 2022) opinionista
- Amazing (Amazon Prime Video, 2023) ospite
- Il salone delle celebrità (Real Time, dal 2024) - conduttore